# 칼리 핸슨
칼리 핸슨(Carlie Hanson, 2000년 5월 18일 ~ )은 미국의 싱어송라이터이다.

## 음반 목록

### EP
- Junk (2019)
- DestroyDestroy
DestroyDestroy (2020)